# Wegekreuz Beeck

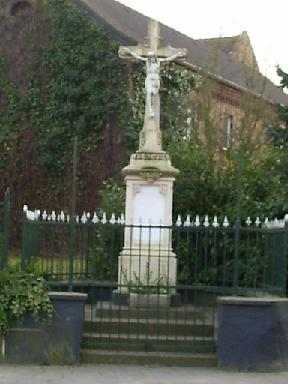
Wegekreuz Beeck am alten Standort in Borschemich

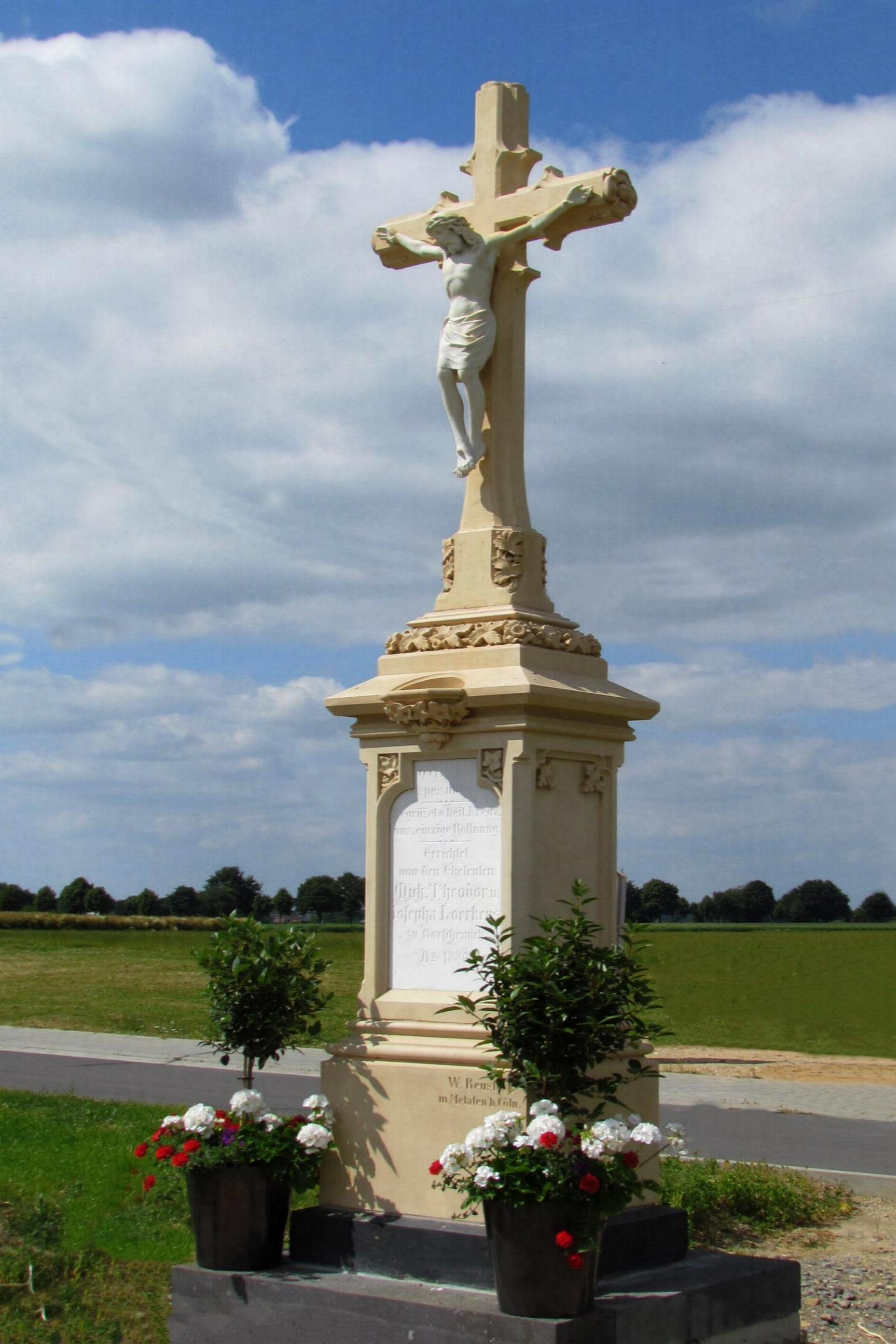
Wegekreuz Beeck am neuen Standort an der Straße »In Borschemich«, Borschemich (Neu)

Das Wegekreuz Beeck war ursprünglich eine religiöse Andachtsstätte im ehemaligen Erkelenzer Ortsteil Borschemich. Das Flurdenkmal wurde 1880 von dem Ehepaar Wilhelm Theodor und Josepha Lörkens auf ihrem Bauernhof, dem so genannten Pitter-Dores-Hof errichtet.
Da Borschemich im Abbaugebiet des Tagebaus Garzweiler lag und diesem weichen musste, entstand im Norden von Erkelenz und westlich von Mennekrath Borschemich (neu). Das Wegekreuz wurde im Mai 2013 abgebaut, eingelagert und restauriert. Der Aufbau an neuer Stelle an der Straße »In Borschemich« erfolgte im Juni 2014. Die Feierliche Einsegnung erfolgte anlässlich der Frühkirmes der St. Martinus Schützenbruderschaft Borschemich e.V. am 15. Juni 2014.

## Beschreibung
Bei dem Wegekreuz handelt es sich um ein Werksteinkreuz im neugotischen Stil mit floralen Ornamenten auch an den Seiten. Es steht auf einem Sockel mit einem Abschlussprofil und einem Inschriftblock, mit aufgesetzter Abschlusshaube, integrierter Konsole und aufgesetztem Kreuzfuß. Die Kreuzbalken sind stark abgerundet und mit acht spitzen Nasen verziert. Der Korpus ist Mitte der 1980er Jahre erneuert worden. Das Kreuz steht auf vier Stufen und ist insgesamt cremeweiß bemalt sowie mit einer schmiedeeisernen Umfriedung versehen.
Das Kreuz war Bestandteil des Hofgeländes an der Ecke der St.-Martinus-Straße und Marienstiftstraße auf dem früheren Besitz der Gebrüder Peter und Theodor Lörkens. Seit 1913 ist der Hof im Eigentum der Familie Beeck. Wegen seiner ortsgeschichtlichen Bedeutung wurde das Wegekreuz als Baudenkmal unter gesetzlichem Schutz gestellt.
→ Siehe auch Liste der Baudenkmäler in Borschemich

## Inschrift
O crux ave spes unica
Sei gegrüßt, (heiliges) Kreuz, (unsere) einzige Hoffnung
Errichtet von den Eheleuten Wilhelm Theodor und Josepha Loerkens zu Borschemich
Anno 1880